# بيريستيرا (ثيسالونيكي)
بيريستيرا (Περιστερά) هي مدينة في ثيسالونيكي في مقاطعة فوريا إلادا في اليونان.